# Some Day
Pour plus de détails, voir Fiche technique et Distribution.
Some Day est un film britannique réalisé par Michael Powell, sorti en 1935.

## Synopsis
Pour impressionner sa fiancée, une femme de chambre, qui sort de l'hôpital, un liftier d'un immeuble chic organise un dîner dans l'appartement d'un propriétaire absent. Mais ce dernier revient inopinément...

## Fiche technique
- Titre original : Some Day
- Réalisation : Michael Powell
- Scénario : Brock Williams, d'après le roman Young Nowheres d'I.A.R. Wylie
- Direction artistique : Ian Campbell-Gray
- Photographie : Basil Emmott[1], Monty Berman[2]
- Montage : Bert Bates
- Production : Irving Asher
- Société de production : Warner Brothers First National Productions
- Société de distribution : Warner Bros.
- Pays de production :  Royaume-Uni
- Langue originale : anglais
- Format : noir et blanc — 35 mm — 1,37:1 — son Mono
- Genre : Comédie dramatique
- Durée : 68 minutes
- Date de sortie :
  - Royaume-Uni : 18 novembre 1935

## Distribution
- Esmond Knight : Curley Blake
- Margaret Lockwood : Emily
- Henry Mollison : Canley
- Sunday Wilshin : Betty
- Raymond Lovell : Carr
- Ivor Barnard : Hope
- George Pughe : le laitier
- Jane Cornell : l'infirmière